# Arena Danúbio
A Arena Danúbio (em húngaro: Duna Aréna, não oficialmente Dagály Budapest Aquatics Complex ) é um complexo aquático localizado em Budapeste, Hungria . Foi planeado por Marcell Ferenc e construído entre 2015 e 2017. A instalação possui duas piscinas de curso completo, uma piscina de mergulho e uma piscina de treinamento de curta duração.

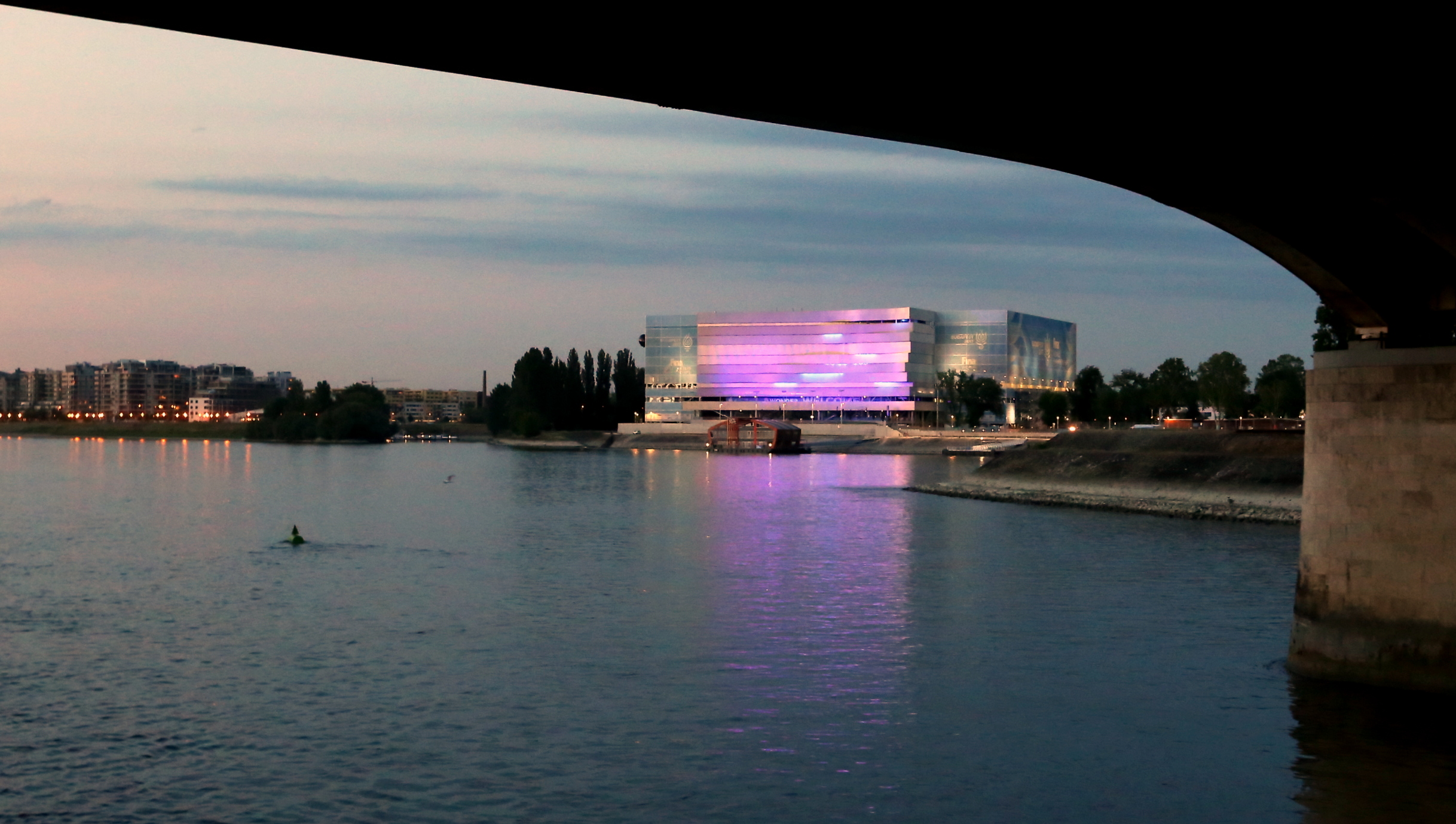
Arena Danúbio, 2017

O local havia sido planeado para ser a casa do Campeonato Mundial de Desportos Aquáticos em 2021, mas após o anfitrião original do local de 2017 , Guadalajara retirou-se em fevereiro de 2015, foi anunciado que Budapeste sediaria o Campeonato de 2017. Depois disso, o prédio foi re-planeado, porque o prédio era muito pequeno para ser palco dos Jogos Olímpicos de Verão de 2024 e também por causa do prazo anterior.
O local tem 5.000 lugares, com um adicional de 8.000 lugares temporários para o Campeonato Aquático de 2017. Eles serão desmontados posteriormente.